# Heide
Heide (in basso tedesco De Heid) è una città di 21 844 abitanti dello Schleswig-Holstein, in Germania.
È il capoluogo, e il centro maggiore, del circondario (Kreis) del Dithmarschen (targa HEI).
Qui nacquero lo scrittore Klaus Groth e il contrabbassista Johann Jacob Brahms,  padre del celebre compositore amburghese Johannes Brahms.

## Storia
La prima citazione storica della città di Heide la troviamo nel 1404 come "Uppe de Heyde". Nel 1447 viene scelta come luogo di ritrovo per le cure tanto è che il termine in tedesco significa salute e le viene garantito lo status del luogo come una delle principali città del Dithmarschen accanto a Meldorf. Dal 1867 al 1971 è stato Heide la sede del tribunale distrettuale.

### Simboli
Lo stemma di Heide si blasona: 
Vi è raffigurato san Giorgio (St. Jürgen). Il ciuffo di erica (Heidebüschel) ricorda il nome della città.

## Società

### Evoluzione demografica
- 1800: 3 700 abitanti
- 1875: 6 772 abitanti
- 1880: 7 485 abitanti
- 1890: 7 444 abitanti
- 1925: 10 621 abitanti
- 1933: 11 801 abitanti
- 1939: 12 709 abitanti
- 1950: 23 261 abitanti
- 1970: 22 950 abitanti
- 1995: 20 775 abitanti
- 2000: 20 530 abitanti
- 2004: 20 503 abitanti
- 2005: 20 745 abitanti
- 2006: 20 721 abitanti

## Cultura
La città ha da oltre 500 anni un tradizionale mercato settimanale: è un ex luogo di ritrovo per le riunioni dell'Assemblea dei liberi e indipendenti agricoltori della Repubblica di Dithmarschen (1447 - 1559). 48 reggenti si incontravano ogni sabato,  creando le leggi e le sanzioni sui raccolti. Heide è anche una città turistica. Altri siti comprendono la Chiesa di S. Jürgen (1560).
Dal XIX secolo vi si produce la tradizionale birra Hohn. Dal 1990, si svolge ogni due anni nel mese di luglio il mercato medievale. Dal luglio 2007 la città di Heide viene pubblicizzata con lo slogan "mercato comune nel Mare del Nord".

## Amministrazione

### Gemellaggi
Heide è gemellata con:
- Anklam
- Freudenstadt
- Nowogard